# Station Wanborough
Wanborough is een spoorwegstation van National Rail in Guildford in Engeland. Het station is eigendom van Network Rail en wordt beheerd door South Western Railway. 

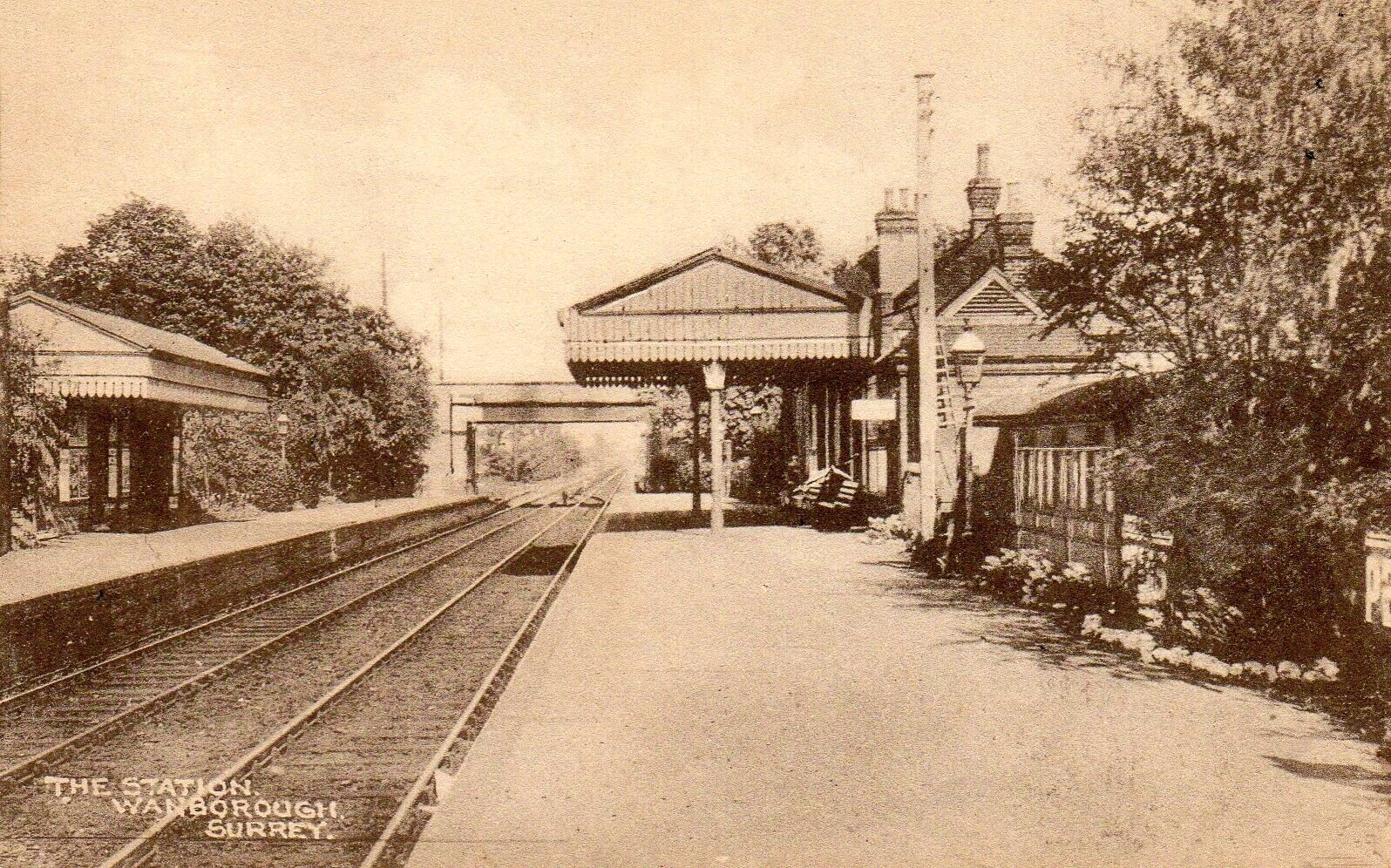
1906